# Marcel Durry
Marcel Durry (Tavey, 9 september 1895 - Parijs, 23 januari 1978) was een Frans latinist en laatste decaan (en nadien ere-decaan) van de faculteit letteren en humane wetenschappen van de Sorbonne. Hij genoot zijn opleiding aan de prestigieuze École Normale Supérieure en promoveerde in 1919 aan de École française de Rome waar hij ook werd onderricht door Jérôme Carcopino.
Marcel Durry was gehuwd met Marie-Jeanne Walter en overleed op 82-jarige leeftijd.

## Werken
- Les cohortes prétoriennes. E. de Boccard, Paris, 1938[2]

## Voetnoten
1. ↑  CPhCL. Catalogus Philologorum Classicorum (1880-1980). Gearchiveerd op 4 september 2016.
2. ↑  Boek besproken door P. Lambrechts, in Persée, 18-4, 1939, p 1011-1013